# Onithochiton margueritae
Onithochiton margueritae är en blötdjursart som beskrevs av Kaas, Van Belle och Dieter Strack 2006. Onithochiton margueritae ingår i släktet Onithochiton och familjen Chitonidae.
Artens utbredningsområde är Hongkong (Kina). Inga underarter finns listade i Catalogue of Life.